# Johann Jakob Frey

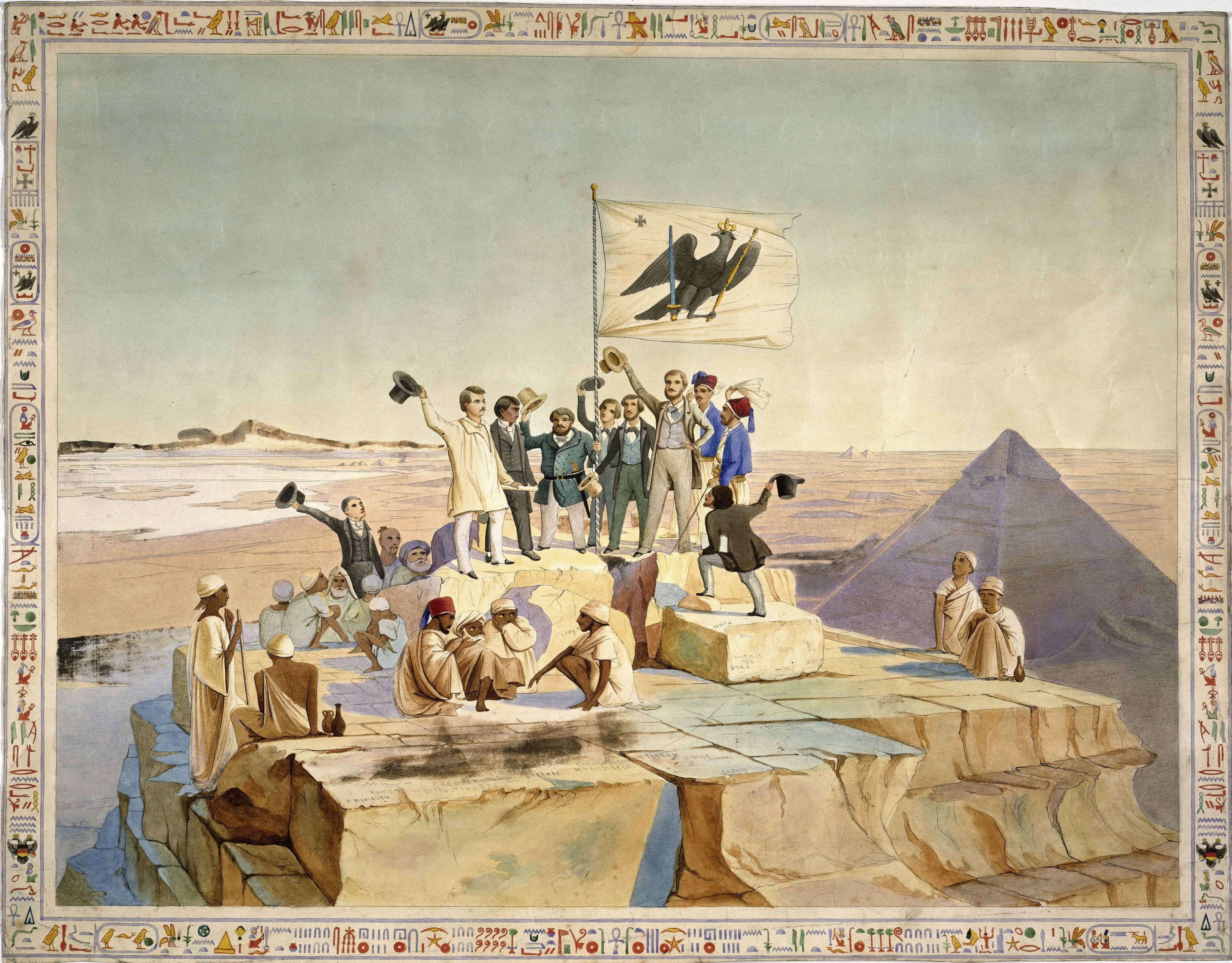
Frey come pittore della spedizione Lepsius sulla piramide di Cheope nel 1842. Frey è nel gruppo in basso a destra.

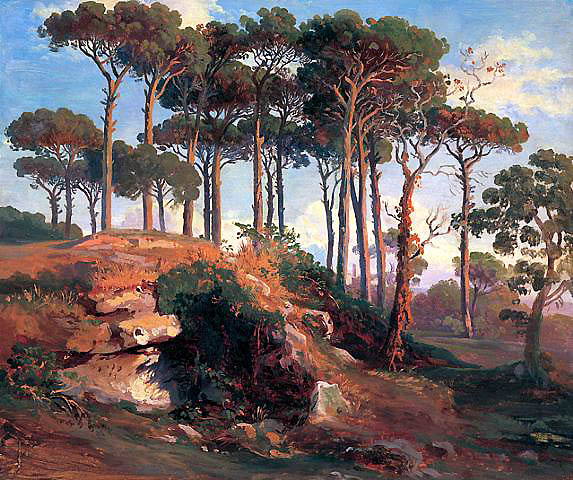
Frey: "Pini sul lago di Nemi", 1840 circa.

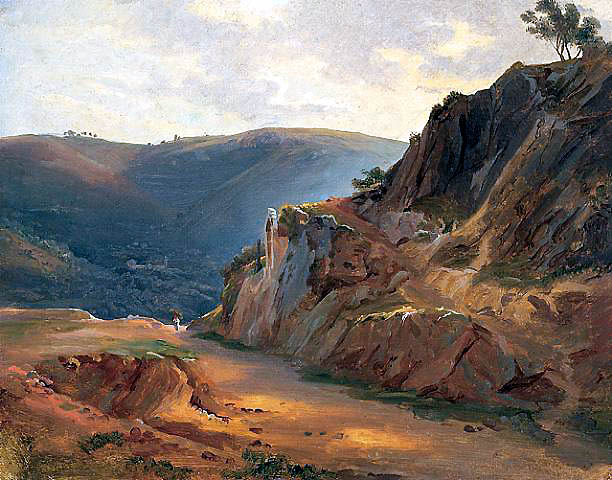
"Cammino in montagna via Roma", 1840 circa.

Johann Jakob Frey (Basilea, 27 gennaio 1813 – Frascati, 30 settembre 1865) è stato un pittore svizzero paesaggista.

## Biografia
Johann Jakob Frey nacque nel 1813. Era figlio dell'incisore Samuel Frey (1785–1836) e imparò a dipingere da suo padre durante la propria giovinezza. Inoltre, Frey imparò dal disegnatore svizzero Hieronymus Hess.
In seguito si trasferì a Parigi e poi a Monaco, nel 1834, dove fu sostenuto dalla mecenate Emilie Linder, che infine permise a Frey di trasferirsi di nuovo, stavolta a Roma. Si stabilì così definitivamente a Roma. Qui conobbe personalità come Joseph Anton Koch, Johann Christian Reinhart, Carl Philipp Fohr e Johann Martin von Rohden. Dal 1842 al 1845 prese parte alla spedizione prussiana in Egitto.
Fu sepolto sul Cimitero Acattolico a Roma, dove è sopravvissuta fino ad oggi la lapide con il suo ritratto in rilievo realizzato dall'amico scultore Ferdinand Schlöth.

## Opere
Frey viaggiò molto in tutta Italia, in particolare a Roma e dintorni, realizzando qui numerosi schizzi di paesaggi. Nel suo studio poi sviluppò i dipinti a partire da questi schizzi.Viaggiò inoltre anche in altri paesi al di fuori dell'Italia, come Spagna ed Egitto, per realizzare altri schizzi per opere successive.
Lo stile pittorico di Frey è basato su quello di Joseph Koch o Franz Horny. Spesso i suoi dipinti mostrano figure in primo piano dettagliate e fedeli, dietro alle quali spesso sono presenti elementi come sentieri tortuosi o fiumi, stupiscono lo spettatore a causa della distanza che viene percepita.